# Урош Крчадинац
Урош Крчадинац је српски програмер и путописац. 

## Образовање
Крчадинац је рођен у Панчеву, где је завршио Гимназију Урош Предић. Након средње школе студирао је информационе системе и технологије на Факултету организационих наука у Београду. Након основних студија је на факултету завршио и мастер и докторске студије.

## Каријера
Крчадинац је путописац који ради у Клубу путнука. Са 2 пријатеља је током зиме 2009/2010. путовао по Африци и заједно су писали за блог. По повратку у Србију су сакупили своје белешке и написали књигу о свом путовању — Бантустан (названу по територији по некадашњој Јужноафричкој Унији и Намибији додељених црначком домородачком становништву од стране белих властодржаца за време апартхејда), коју је он илустровао. Књигу је издао Клуб путника. Осим писања, ради и као истраживач и предавач на факултетима и другим институцијама попут Истраживачке станице Петница. Радио је на пројектима Synesketch (2008), Titan System (2007), TALARIA System (2006), #turing (2005). Био је кооснивач visualize.rs и UZROK Studio-а.
Тренутно ради као доцент на Факултету за медије и комуникације.